# Лансана Конте
Лансана Конте (фр. Lansana Conté, Дубрека, 1934 - 22. децембар 2008) је био гвинејски политичар и генерал, председник Републике Гвинеје од 5. априла 1984. године па до своје смрти. Био је члан председништва Партије јединства и напретка, владајуће странке Гвинеје.

## Биографија
Конте је дошао на власт путем државног удара 3. априла 1984. године против привременог председника Луја Лансана Беавогија, након смрти председника Ахмеда Секу Туреа. Конте је обзнанио кршења људских права за време владавине Туреа, ослободио 250 политичких затвореника и подржавао је повратак Гвинејаца из изгнанства. Осим тога, Војни одбор за народни опоравак, на челу са Контеом, је суспендовао устав и распустио скупштину. Исте године када је Конте дошао на власт, његову владу је новим државним ударом покушао да обори пуковник Дијара Траоре, који је био премијер на почетку Контеовог председавања.
Од 1990. године Контеова влада је започела процес демократизације који је кулминирао усвајањем новог устава 1990. године. Конте је победио у првом кругу председничких избора 1993. године са 51,7% гласова, али га је опозиција оптуживала за крађу на изборима.
Године 1996. покушан је нови државни удар, али је Конте успео да се одржи на власти. На следећим изборима 1998. године, Конте је поново победио са 56,1% гласова. И овај пут је оптуживан за изборну крађу. У јуну 2001. године усвојен је уставни амандман којим је уклољњено ограничење да се председник може бирати на два мандата. Конте је на последњим изборима 2001. године које је бојкотовала опозиција освојио више од 90% гласова.
Конте је умро 22. децембра 2008. године од последица дуготрајне болести. Шест сати након што је председник парламента Абубакар Сомпаре објавио вест да је Конте преминуо, објављено је саопштење да је војска извршила државни удар и да су распуштене влада и институције власти и суспендован устав.